# Парк XVIII століття (Суховоля)
Парк XVIII століття — парк-пам'ятка садово-паркового мистецтва місцевого значення в Україні. Розташований у селі Суховоля, Городоцького району, Львівської області. 
Точна дата заснування парку невідома. Зі слів місцевих старожилів, цей парк був закладений видатним митрополитом Андреєм Шептицьким. Парк був прилеглий до монастиря ЧСВВ Іллі, будівля якого тепер слугує Суховільською школою.

## Галерея

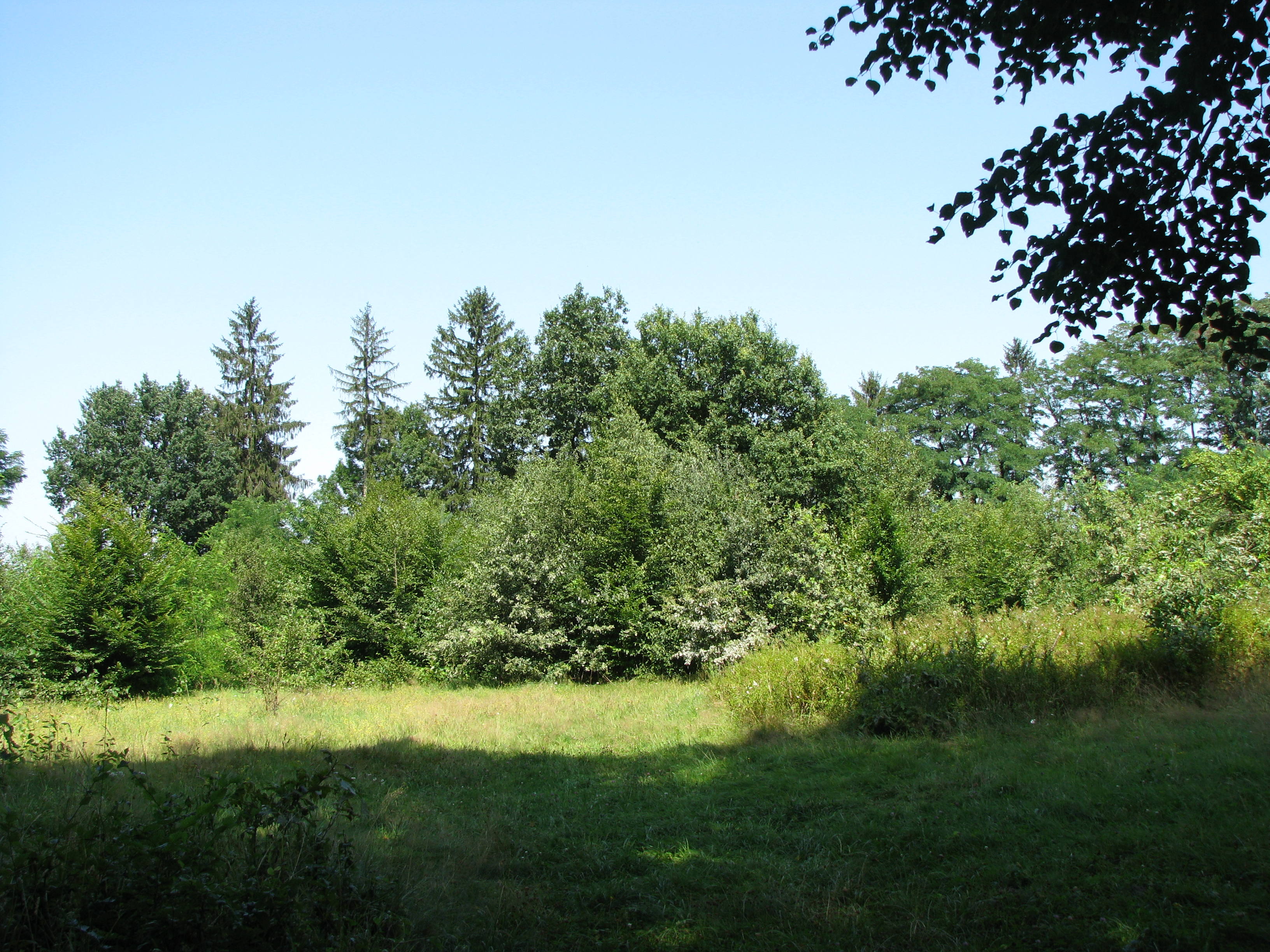
Парк
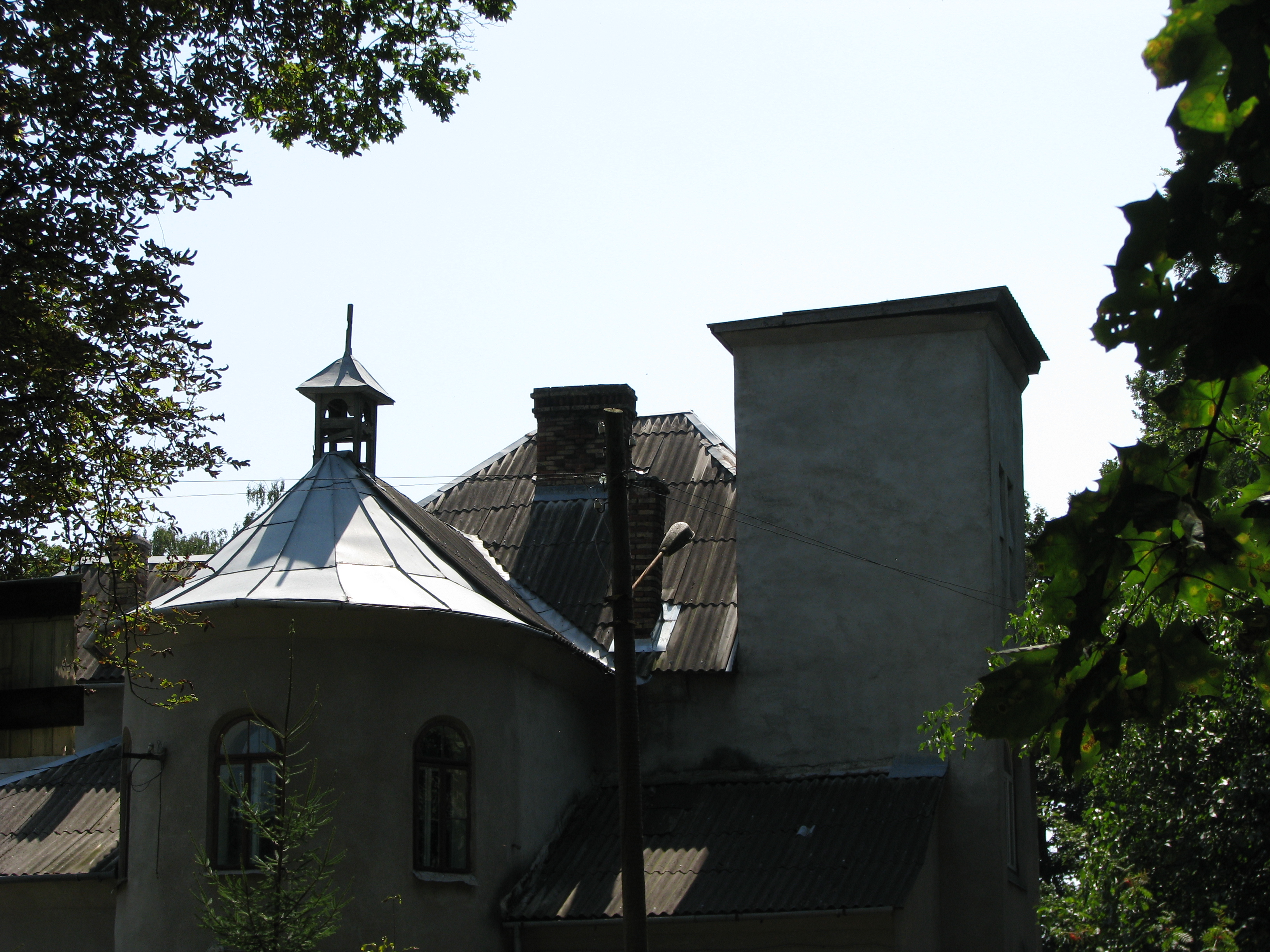
Суховільська школа (кол. монастир ЧСВВ Іллі)
Вид на парк з головного входу